# 邁考
邁考是哥倫比亞的城市，位於該國北部瓜希拉半島，由瓜希拉省負責管轄，距離里奧阿查76公里，始建於1927年6月27日，面積1,782平方公里，海拔高度50米，2005年人口103,124。
11°22′40″N 72°14′20″W / 11.37778°N 72.23889°W